# 交響曲第6番 (リース)
交響曲第6番 ニ長調 作品146（こうきょうきょくだい6ばん にちょうちょう さくひん146）は、フェルディナント・リースが作曲した7番目の交響曲。

## 楽曲構成
第1楽章：Larghetto con moto-Allegro
第2楽章：Menuetto. Moderato
第3楽章：Larghetto con moto
第4楽章：Finale. Allegro con brio
| サブスタブ | この項目は、まだ閲覧者の調べものの参照としては役立たない、書きかけの項目です。この項目を加筆・訂正などしてくださる協力者を求めています。このテンプレートは分野別のサブスタブテンプレートやスタブテンプレート（Wikipedia:分野別のスタブテンプレート参照）に変更することが望まれています。 |